# Золотоголовый корольковый певун
Золотоголовый корольковый певун (лат. Basileuterus culicivorus) — певчая птица семейства древесницевых. Выделяют 14 подвидов. Иногда выделяемый в отдельный вид птиц таксон Basileuterus hypoleucus обычно считают его подвидом (Basileuterus culicivorus hypoleucus).

## Описание
Длина тела составляет от 12,5 до 12,7 см, масса 10 г. Оперение верхней части тела коричневого цвета, от светло-коричневого до серо-зелёного, оперение нижней части тела светло-серое, от светло-коричневого до светло-жёлтого. Самки окрашены менее ярко чем самцы. Характерным признаком является полоса на макушке от жёлтого до оранжево-коричневого цвета, обрамлённая чёрным цветом.

## Распространение
Большая область распространения простирается от Мексики вплоть до севера Аргентины и Уругвая в Центральной и Южной Америке. На Тринидаде также имеются популяции. Для гнездования птица мигрирует преимущественно в регионы Мексики и Центральной Америки.
Золотоголовый корольковый певун населяет в основном низменные леса, а также плантации, буш и влажные джунгли.

## Питание
В поисках корма птицы перемещаются в одиночку или парами в нижнем ярусе густой растительности. К их добыче относятся гусеницы, пауки, насекомые и другие беспозвоночные, которых они склёвывают с листьев деревьев и кустов или захватывают в полёте.

## Размножение
Самка строит изогнутое, с навесом гнездо на земле и кладет в него от 2-х до 4-х белых яиц, которые высиживает от 14 до 17 дней.